# 44-es főút (Madagaszkár)
A 44-es főút 228 kilométer hosszúságú útvonala Moramanga és Amboavory városokat köti össze egymással Madagaszkáron. Az útvonal Alaotra-Mangoro régió településeit. Az útvonal mintegy 50 kilométeres része burkolattal ellátott, jó állapotú közút.

## Települések az út mentén
- Moramanga a 2-es főút kereszteződése
- Ambodirano
- Befotsy
- Ambohimanarivo
- Marovoay, Alaotra-Mangoro
- Morarano Gare
- Ambohibola
- Amboasary
- Bembary
- Ameitanimataty
- Andranokabaka
- Vohidiala
- Manakambahini (Leágazás a 3-as főút felé)
- Ankazotsaravolo
- Ambalabako
- Ambatondrazaka
- Imerimandroso
- Amboavory